# Рем-Нотр-Дам

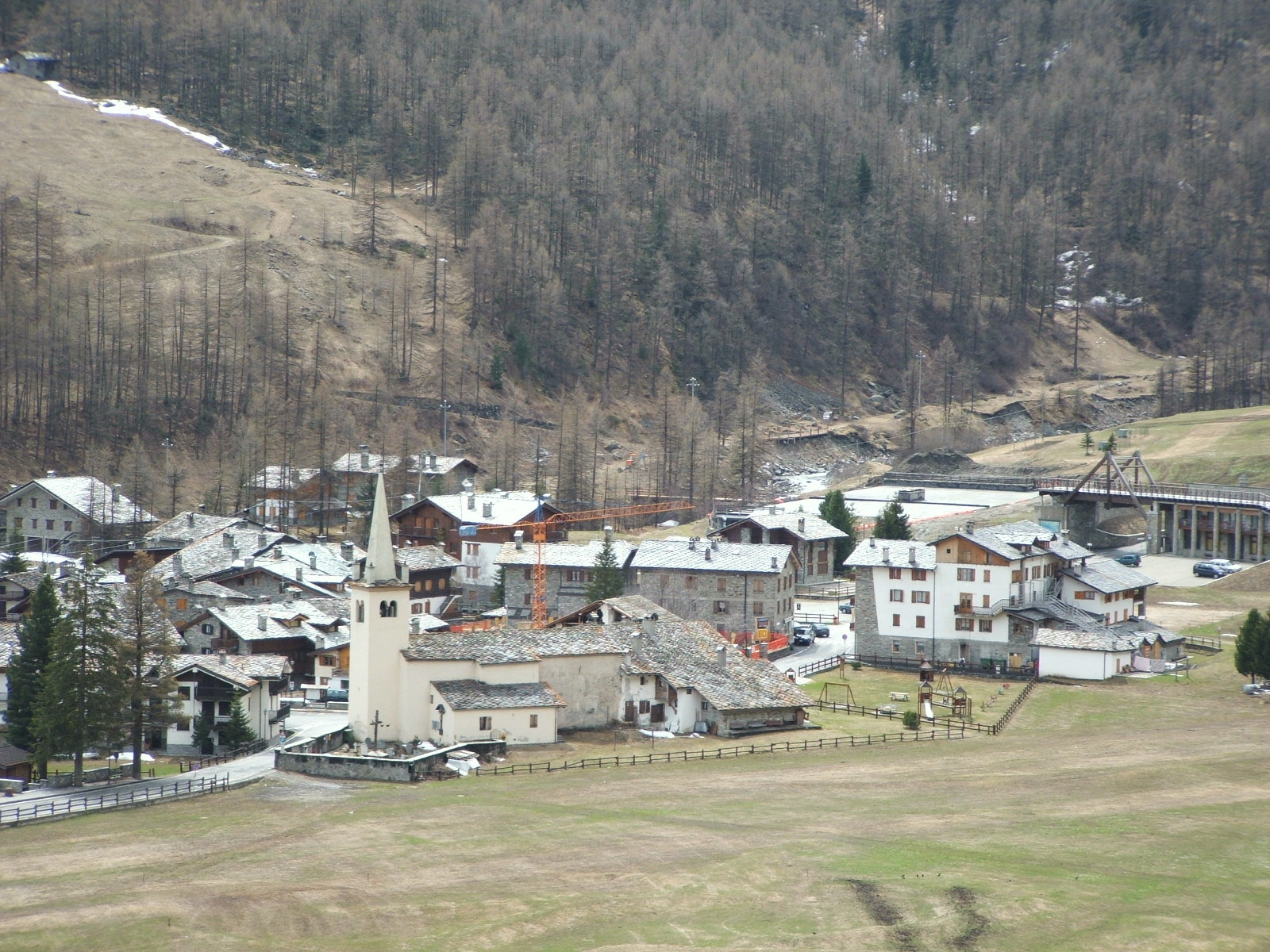
Брюиль: панорама

Рем-Нотр-Дам (фр. Rhêmes-Notre-Dame) — коммуна в Италии, располагается в автономном регионе Валле-д’Аоста.
Население составляет 128 человек (2008 г.), плотность населения составляет 2 чел./км². Занимает площадь 86 км². Почтовый индекс — 11010. Телефонный код — 0165.
В коммуне 2 июля  особо празднуется Встреча Пресвятой Богородицы и Елизаветы.

## Демография
Динамика населения:

## Города-побратимы
- Солароло, Италия (1999)

## Галерея

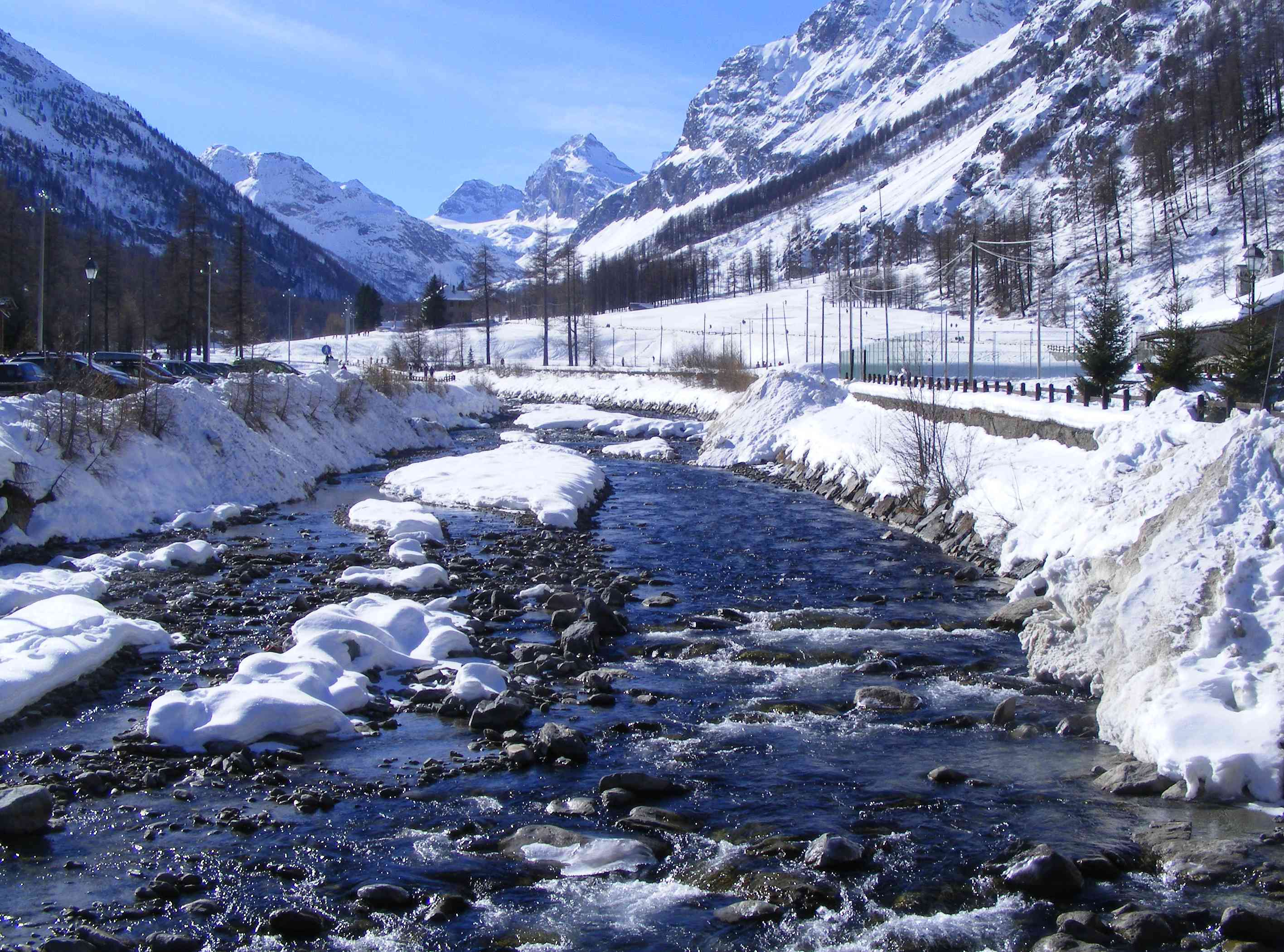
Поток Дуар в Шанабей (фр. Chanavey).
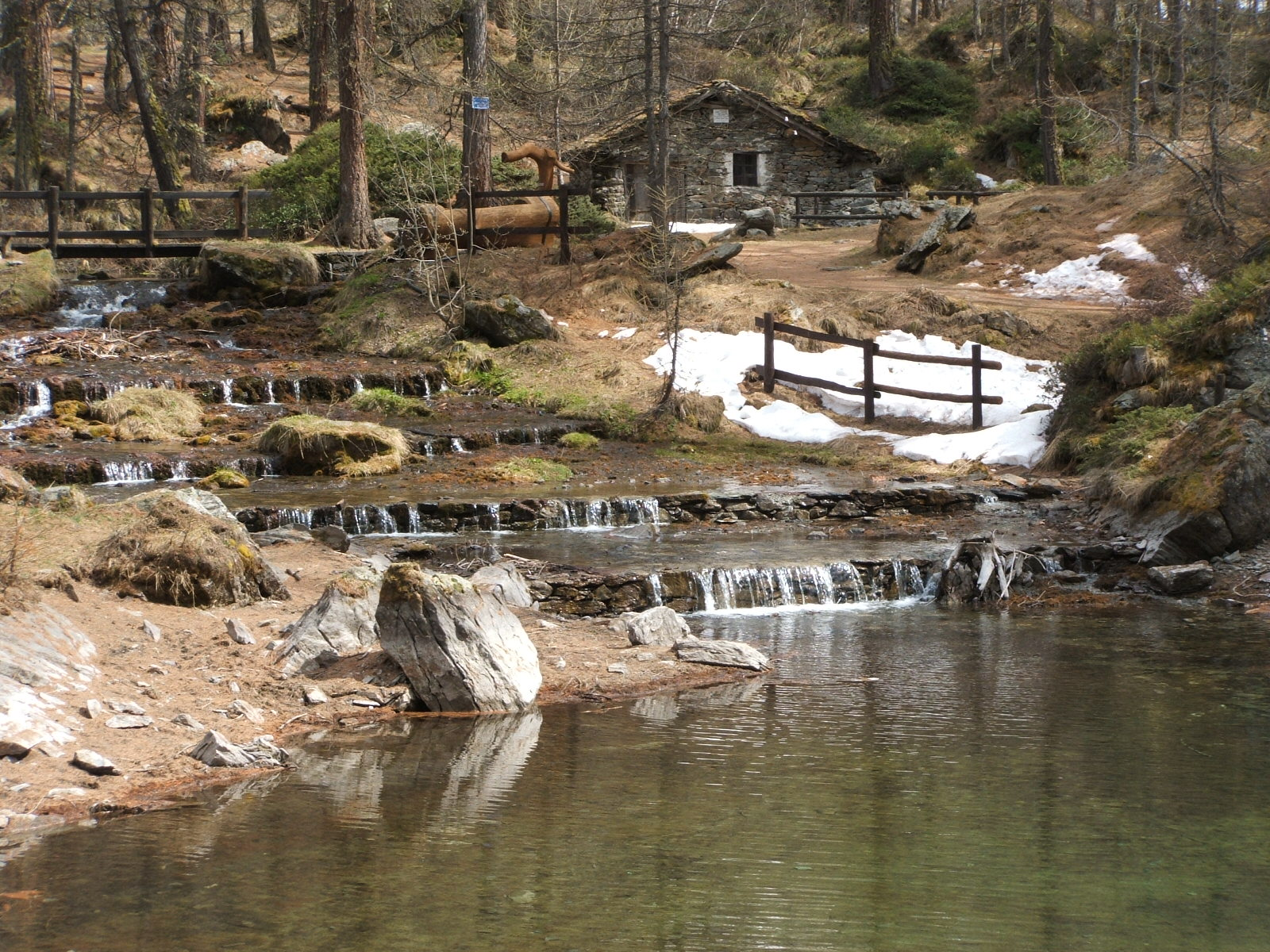
Озеро Пелло (фр. Pellaud)
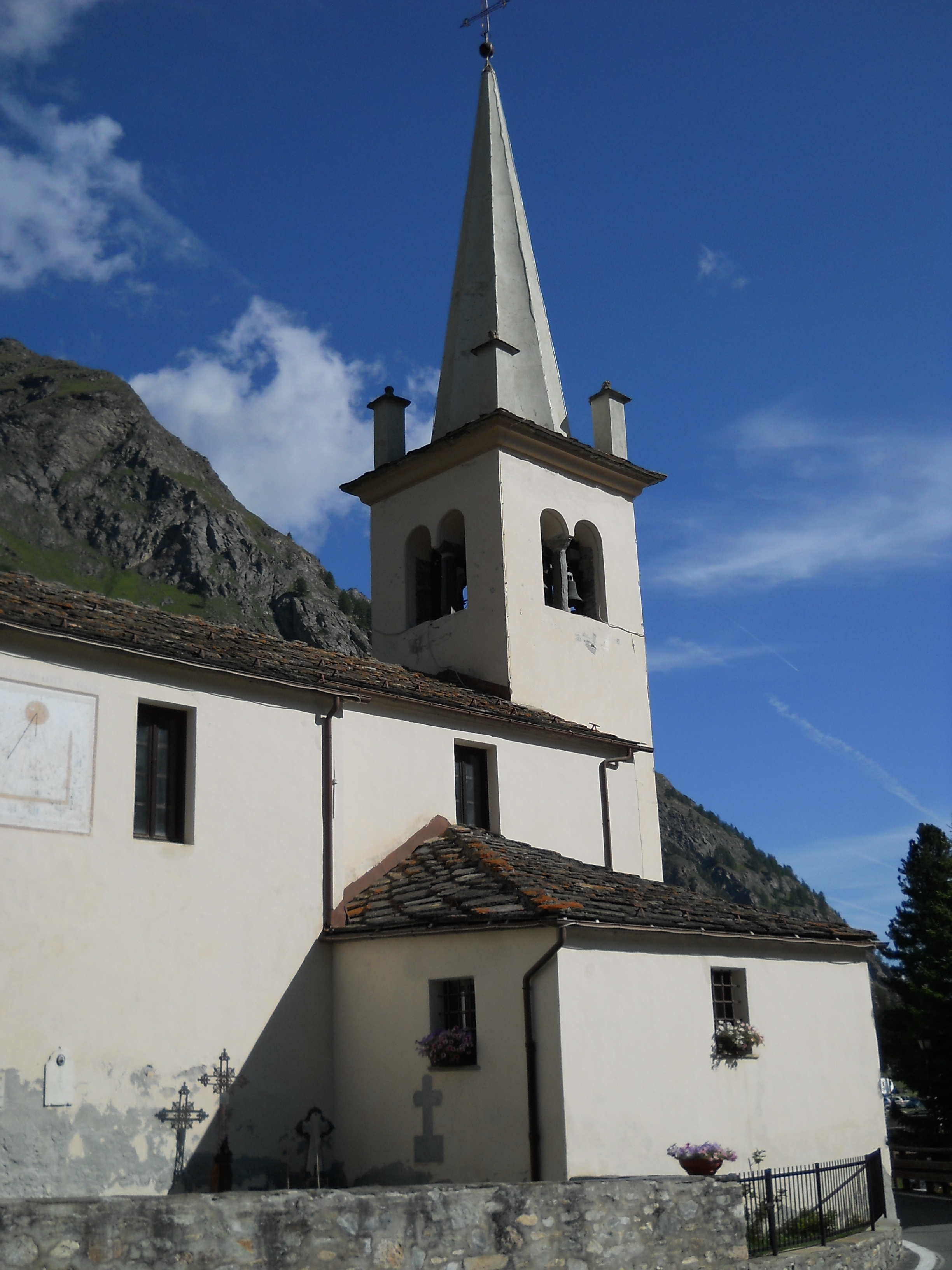
Приходской храм, свящённый в честь Встречи Пресвятой Богородицы и Елизаветы
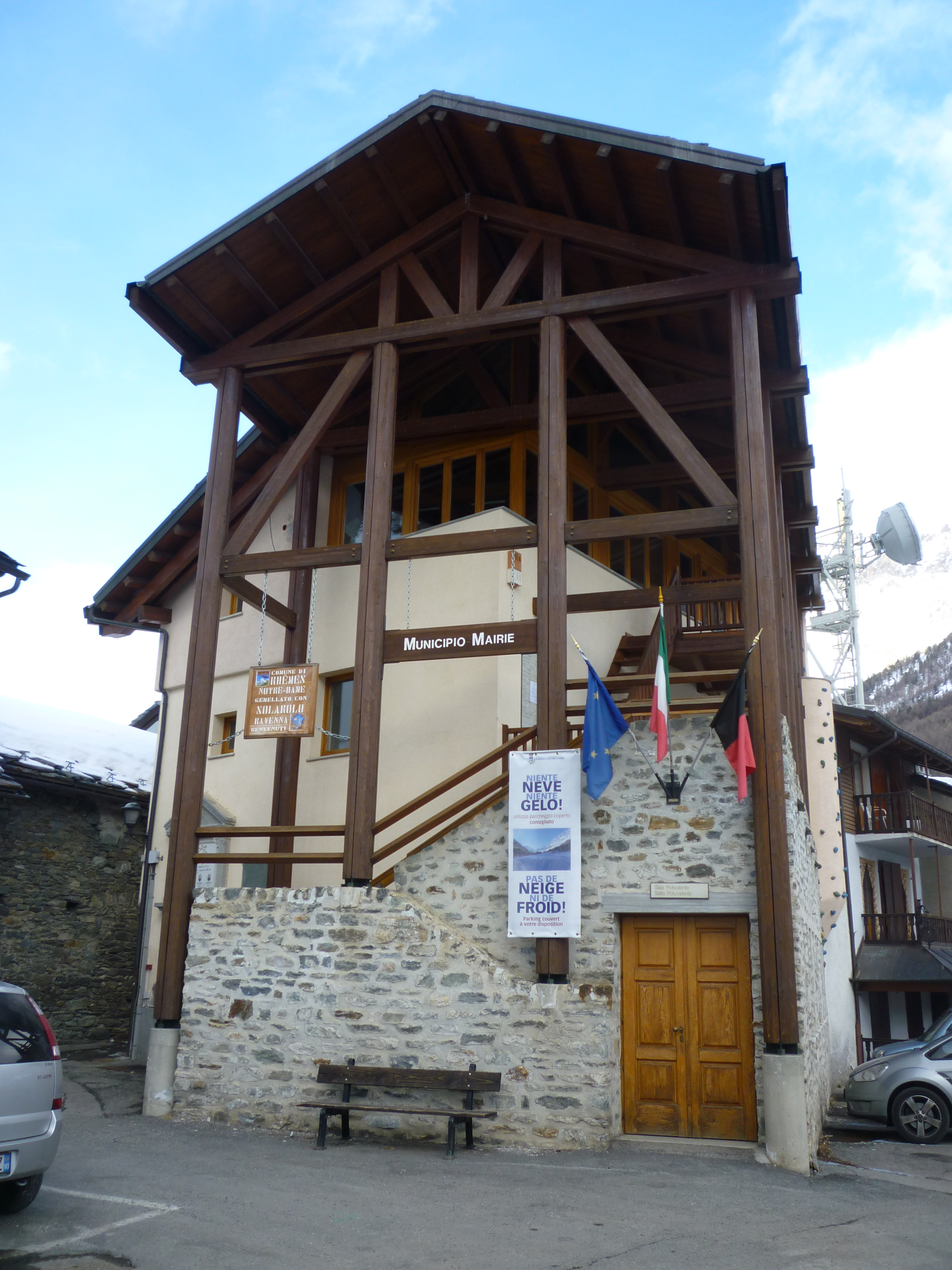
Мэрия
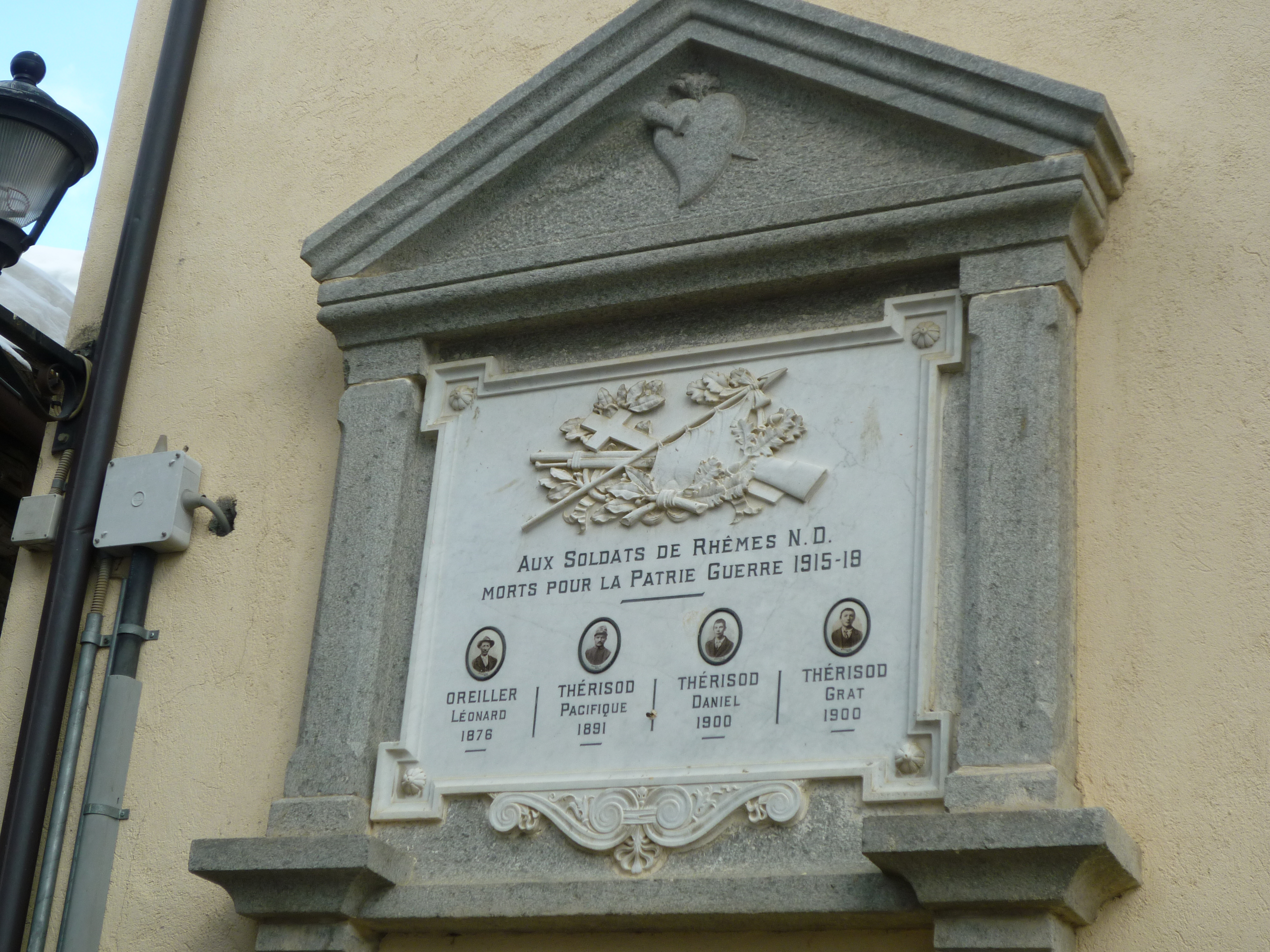
Доска в память воинов, погибших в Первой мировой войне
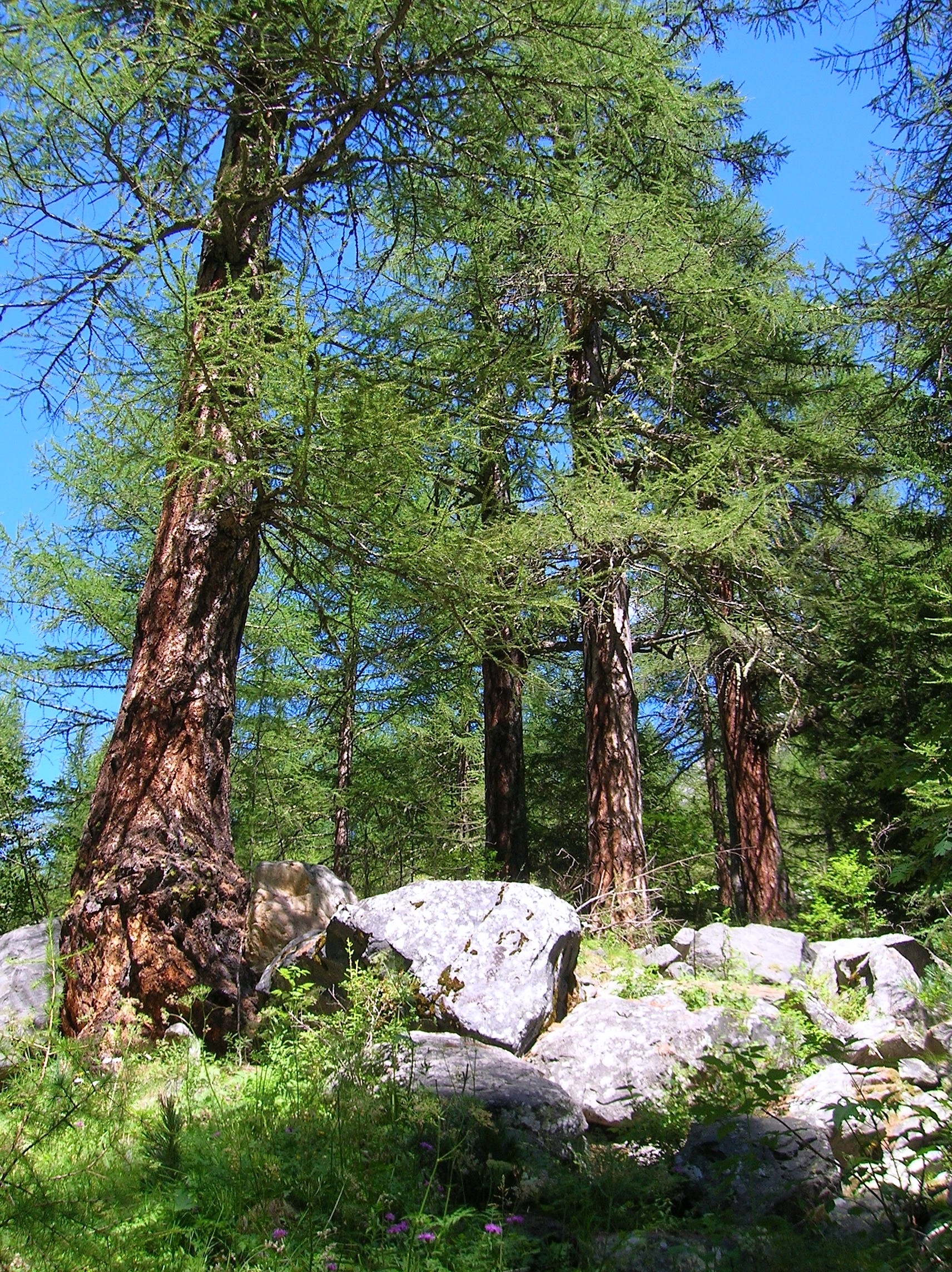
Арталь (фр. Artalle): вековой лес